# 충치
충치(蟲齒)(문화어: 이삭기)는 충치균이 당분을 분해해 산으로 바꾸면서 치아의 에나멜질이나 상아질 등을 파괴하며 이에 구멍이 뚫리고 까맣게 썩는 병이다. 치아 우식증(dental caries)이라고도 한다. 충치를 조기에 치료하지 않으면 더욱 치료가 어렵고 이를 뽑아야 할 수 있다.
보통 충치가 있는 경우 충치 부위를 제거하고 아말감이나 레진 등으로 빈 공간을 채우는 처치를 시행한다. 더 악화된 충치는 근관 치료를 하고 크라운으로 씌우는 처치를 한다.

## 충치의 원인
충치의 주 원인균은 스트렙토코쿠스 뮤탄스(Streptococcus mutans)와 락토바실러스이다. 충치는 전염병으로, 충치의 원인균은 외부 환경이 아니라 인간을 통해서만 전염되며, 신생아는 충치 원인균을 가지고 있지 않다.
유치는 생후 6~8개월경 아래 앞니부터 나기 시작해서 약 2년에 걸쳐 전체 치열이 완성된다. 6세 이후에는 유치가 탈락하기 시작하면서 영구치가 나기 시작한다.출생 시에는 입 안에서 치아를 볼 수 없지만 많은 치아들이 출생 전부터 턱뼈에 자리잡고 있다가 적당한 시기가 되면 차례대로 입 안으로 나오는 것이다. 결손이나 병적인 손상이 없는 한 유치의 수는 보통 20개이다. 이가 나기 시작하면 비로소 이유(젖떼기)가 가능해지고 치아를 이용해 다양한 음식물을 씹어서 섭취할 수 있게 된다.
충치를 예방하는 가장 좋은 방법은 유아기까지 어른의 입, 특히 충치를 가지고 있는 어른의 입이나 어른의 입과 접촉한 물건이 아기의 입에 닿지 않게 하는 것이다.충치 원인균인 뮤탄스 균은 치아의 표면에서만 증식하는데, 생후 30개월 전후까지는 유치가 완성되지 않는다. 따라서 이 시기까지는 유아기 이후처럼 뮤탄스 균이 증식하기 어렵다. 유아기 동안 어른들의 입으로부터 뮤탄스 균에 감염되지 않아 입 안에 다른 구강 세균이 자리를 잡게 되면 이미 균형이 잡힌 구강 내의 생태계에 뮤탄스 균이 새로이 진입하기 어려워져 유아기 이후 일생동안 충치에 걸릴 확률이 현저히 낮아지게 된다.
이미 어른들의 입을 통해 원인균에 전염되었을 경우에는 양치질을 자주하고 입 안을 청결하게 유지하는 것이 충치 예방에 도움이 된다. 다만, 일단 뮤탄스 균이 구강 내에 자리잡았다면 뮤탄스 균 박멸은 불가능하다. 이러한 특성을 응용하여 다른 구강 세균을 이용하여 충치를 예방하는 방법이 연구되고 있다.

## 충치의 단계
충치의 1단계 증상은 치아 표면의 법랑질에 충치가 진행된 상태로 치아 겉 부분에 검은 점이나 실선 형태로 보이게 된다. 초기 충치의 경우 충치 부위를 긁어내고 레진으로 덮어주는 간단한 치료로 해결할 수 있다. 그러나 이 시기에는 통증이 거의 없어 정기검진을 통해서만 주로 발견되어 치료 시기를 놓치는 경우가 많다.
충치의 2단계 증상은 치아 안쪽 상아질까지 충치가 진행된 상태로 차거나 뜨거운 것에 시린 증상을 느끼고 심해질 경우 음식물을 씹을 때 통증을 느끼게 된다. 이 시기에는 충치 부위를 삭제하고 빈 공간을 레진 인레이나 골드 인레이로 채워 넣는 치료가 필요하다. 특히 이때 통증이 심해져 치과를 방문하는 경우가 많은데 이 시기에는 진행 속도 역시 빠르기 때문에 통증을 느꼈다면 하루빨리 방문해 치료하는 것이 중요하다.
충치의 3단계 증상은 혈관과 신경이 분포해 있는 치수 부위까지 충치가 진행되는데 치신경이 썩기 시작하여 극심한 치통이 반복되고 더 나아가 치수가 괴사된 경우에는 통증이 사라지는 경우도 있다. 이 경우에는 신경 치료 후 크라운을 씌울 수 있다. 소위 신경 치료는 치아 근관, 즉 뿌리 안에 있는 손상된 신경을 모두 제거하는 '근관 치료'라고 할 수 있다. 또 다른 하나는 신경 치료는 신경을 죽이는 치료라고 하여 치아도 죽이는 것으로 아는 이들이 적지 않으나 신경 치료란 충치가 깊어짐으로 인해 감염된 뿌리 속의 신경과 혈관을 완전히 제거하고 소독을 거쳐 깨끗해진 상태에서 대체 물질을 넣는 과정을 거쳐 치아의 저작 기능을 살려주는 자연 치아 보존의 마지막 방법이다.
신경치료 중 특히 주의할 점이라면 해당 치아가 있는 부위로는 절대 저작하지 않아야 한다는 점이다. 신경 치료를 받는 중에 치아는 압력이나 외부 자극에 예민해져 통증을 느낄 수도 있지만, 치료 과정 중에 임시로 메워진 충전물이 음식물을 씹다가 부서지거나 탈락하게 되면 침이나 이물질로 소독 중의 근관을 오염시켜 순조로운 치료를 방해하게 되기 때문이다. 또한 신경과 혈관을 제거하면서 해당 치아는 더 이상의 영양이나 수분을 공급받지 못해 자칫 부서지기 쉬운 형태가 된다.
충치의 4단계 증상은 치근에 염증이 생긴 상태이다. 치근 염증 상태는 치관이 부서질 수도 있으며 신경이 완전히 썩어 있어서 통증을 전혀 느끼지 못하는 최악의 상태이다. 이러한 경우 신경 치료를 받더라도 예후가 좋지 않고 치근 염증의 재발이 많아 완전한 회복이 힘들어 발치를 한 뒤 임플란트 수술을 진행해야 할 수 있다.

### G.V. Black 분류법
- 1급 와동(Class Ⅰ cavity) : 소와 열구를 포함한 구치부(소구치, 대구치)의 교합면 와동, 상악 전치부 설측(설면결절)에 위치한 와동
- 2급 와동(Class Ⅱ cavity) : 구치부의 인접면 와동
- 3급 와동(Class Ⅲ cavity) : 전치부의 절단연을 포함하지 않은 인접면 와동
- 4급 와동(Class Ⅳ cavity) : 전치부의 절단연을 포함하는 인접면 와동
- 5급 와동(Class Ⅴ cavity) : 모든치아의 순면, 설면, 협협면에 위치한 치경(치은)측 ⅓에 위치한 와동
- 6급 와동(Class Ⅵ cavity) : 전치부의 절단연 또는 구치부의 교두에 위치한 와동

## 충치의 예방
입 안에는 600~700여 종의 세균이 살고 있다. 침 한 방울에만 약 10억 마리의 세균이 있다. 입 속의 세균은 치아나 잇몸 사이에 남아 있는 음식물에 침 등이 엉겨붙어 덩어리를 이루면서 번식하는데, 그 덩어리가 플라크이다. 끈적끈적한 세균덩어리인 플라크는 잇몸을 파괴하는 독으로, 플라크가 많이 쌓일수록 독소가 많아져 잇몸을 공격하고 잇몸에 염증을 일으키며, 충치의 원인이 된다.
치주는 치아를 싸고 있는 잇몸, 치조골, 치근막 등을 포함하는 조직을 총칭하는 말로, 치주 질환은 심한 통증 없이 진행되므로 대개 본인이 통증을 느낄 때에는 이미 발치를 해야 할 정도로 염증이 심해진 경우가 많기에 더욱 주의해야 한다.
치아는 곡선의 입체 구조인 데다 틈새가 많아 칫솔질만으로 플라크를 완벽하게 제거하기 힘들다. 치아와 치아가 맞닿는 부위나 치아와 잇몸 경계는 잘 닦이지 않는다. 여기에 플라크가 붙으면 잇몸이나 잇몸 뼈까지 염증이 발생한다. 이미 플라크가 딱딱하게 굳어 치석으로 변했다면 칫솔질만으로는 제거하기 힘들다. 칫솔질을 할 때 치아 바깥쪽, 안쪽, 씹는 면 등을 잘 닦아야 하며, 칫솔이 닿지 않는 부위는 치실을 이용해 꼼꼼하게 잔여물을 제거하는 것이 중요하다. 정기적으로 스케일링을 받으면서 잇몸을 꾸준히 관리해야 한다.
흡연은 니코틴의 독성으로 인한 면역력 저하와 조직 파괴 외에도 흡연 시 구강 내 온도 상승, 흡연 후 입마름 등의 여러 가지 다양한 악화 환경을 조성하므로 잇몸이 스스로 회복할 수 있는 힘을 잃게 만든다는 점에 유의하여 지나친 흡연은 피하는 것이 좋다.